# Peter Zangl
Peter Zangl (* 12. Oktober 1946) ist ein deutscher Ökonom und ehemaliger EU-Beamter. Er war von 2008 bis 2011 Generaldirektor im Europäischen Amt für humanitäre Hilfe.

## Leben
Zangl besuchte von 1952 bis 1963 die Schule in Frankreich. Er studierte anschließend Volkswirtschaftslehre an den Universitäten von Rouen und Köln. Zangl schloss sein Studium 1970 als Diplom-Volkswirt ab. 1974 wurde er dort mit einer Arbeit über „Regionalpolitische Zielsetzung und Strategien in Frankreich: dargestellt am Beispiel der Picardie“ promoviert.
Von 1974 bis 1978 war er als Referent beim Rheinisch-Westfälischen Institut für Wirtschaftsforschung tätig. 1978 wechselte Zangl in den Dienst der Europäischen Kommission. Nach dem Eintritt in die GD Haushalt wurde er 1988 dort Direktor. Von 1994 bis 1996 war er bei der GD Beschäftigung und soziale Angelegenheiten tätig. Zangl war von 1997 bis 2001 Direktor bei der GD für Außenbeziehungen, zuständig für den südlichen Mittelmeerraum und den Mittleren und Nahen Osten. 2001 wurde er bis 2008 stellvertretender Generaldirektor der GD Informationsgesellschaft.
Von 2008 bis Juni 2011 war er Generaldirektor des Amts für humanitäre Hilfe.

## Publikationen
- The financing of the community after the Edinburgh European Council. In: Intereconomics, Band 28, Heft 3/1993, S. 111–117, doi:10.1007/BF02928114.